# 이라크 전쟁
이라크 전쟁(영어: Iraq War) 또는 제2차 걸프 전쟁, 이라크 자유 작전(영어: Operation lraq Freedom)은 2003년 3월 20일 미국의 이라크 침공으로 시작되어, 2011년 12월 15일 종전되었다. 그리고 미군이 이라크에서 철수하자마자 이라크는 내란에 휩싸였다.
유엔 안전 보장 이사회 결의 제1441호에 의해 이라크를 사찰했으나 전면적인 협력을 하지 않는다고 생각한 미국이, 군사 제재를 위해서는 새로운 결의가 필요하다는 프랑스와 독일의 반대에도 무릅쓰고, 전쟁을 감행했다.

## 이라크 공격
침공 약 1달만에 미군이 이라크 전역을 점령하며 바트당 정부가 축출되었다.

## 전쟁 종결

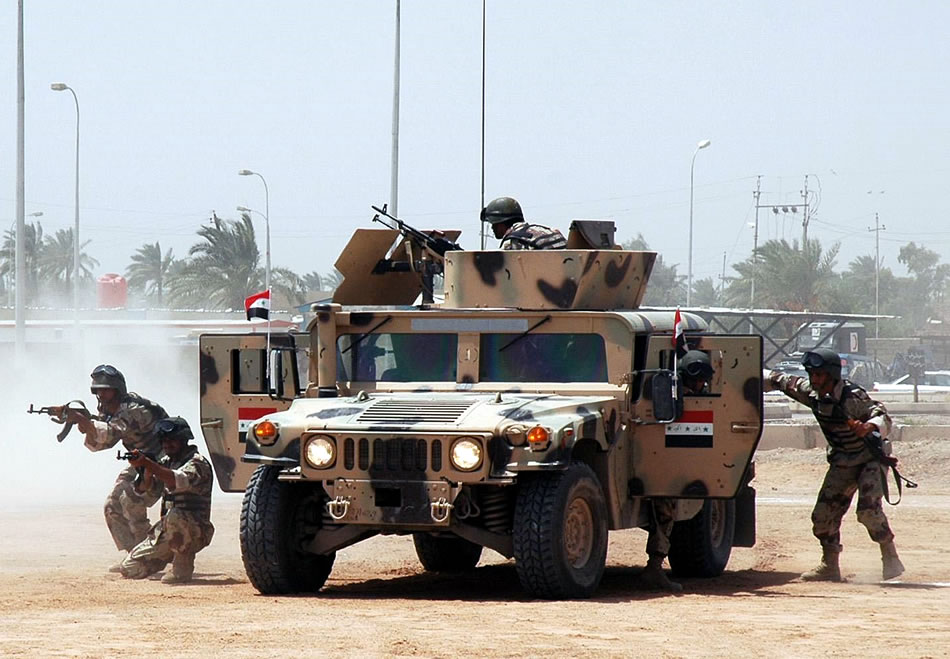
미군에 의해 교육, 훈련, 창설된 이라크 제6군(2009)

2006년 결국 후세인의 두 아들인 우다이 후세인과 쿠사이 후세인도 열화 우라늄 탄에 맞아 숨을 거두고 이후 후세인이 미군에 체포되며 종전되었다.
후세인 독재 세력의 지지 기반을 와해시킴으로써 그동안 유지되던 이라크 내 치안이 와해되었으며, 권력 공백 속에 보복 살해 등 종파 분쟁이 발생하고 치안 부재로 인한 무장 세력의 형성이 일어났고 이들의 저항으로 인해 미군 수천 명이 전사하는 결과를 낳았다. 연대급 병력이 전사한 점은 걸프전쟁에서 압도적인 군사력으로 이라크를 정복한 것과는 달리 미군의 피해도 만만치 않았음을 보여준다.
미국이 뒤늦게 부족한 지상군을 증원하고 이라크 경찰과 군을 재건하여 미군 전사자 수가 크게 줄고 안정을 되찾아 갔으나 미군이 철수하지 못하고 있는 상황이었고 7년이 지난 2010년 8월 20일 모든 전투 병력을 철수시키기 시작, 2011년 12월 15일 미국에서 공식으로 종전을 선언하였으며 같은 해 12월 18일 미군은 이라크에서 완전히 철수하였다.

## 비판
9.11 테러로 인해 테러와의 전쟁을 치르던 미국이 거짓 정보와 명분을 내세워 9.11 테러와 무관한 침공을 벌여 수많은 희생자와 혼란을 발생시켰다는 비판을 받았다.
2025년 6월 21일 미국 털사에서 버니 샌더스 미국 상원의원은 2003년 이라크 전쟁으로 인한 미군 전사자수는 약 4,500여명이고, 부상자수는 3만 2천여명이며 전쟁 비용은 수조달러에 달했다고 연설하였다.

## 같이 보기
- 2003년 이라크 침공
- 걸프 전쟁
- 아프가니스탄 전쟁